# خاکستردان

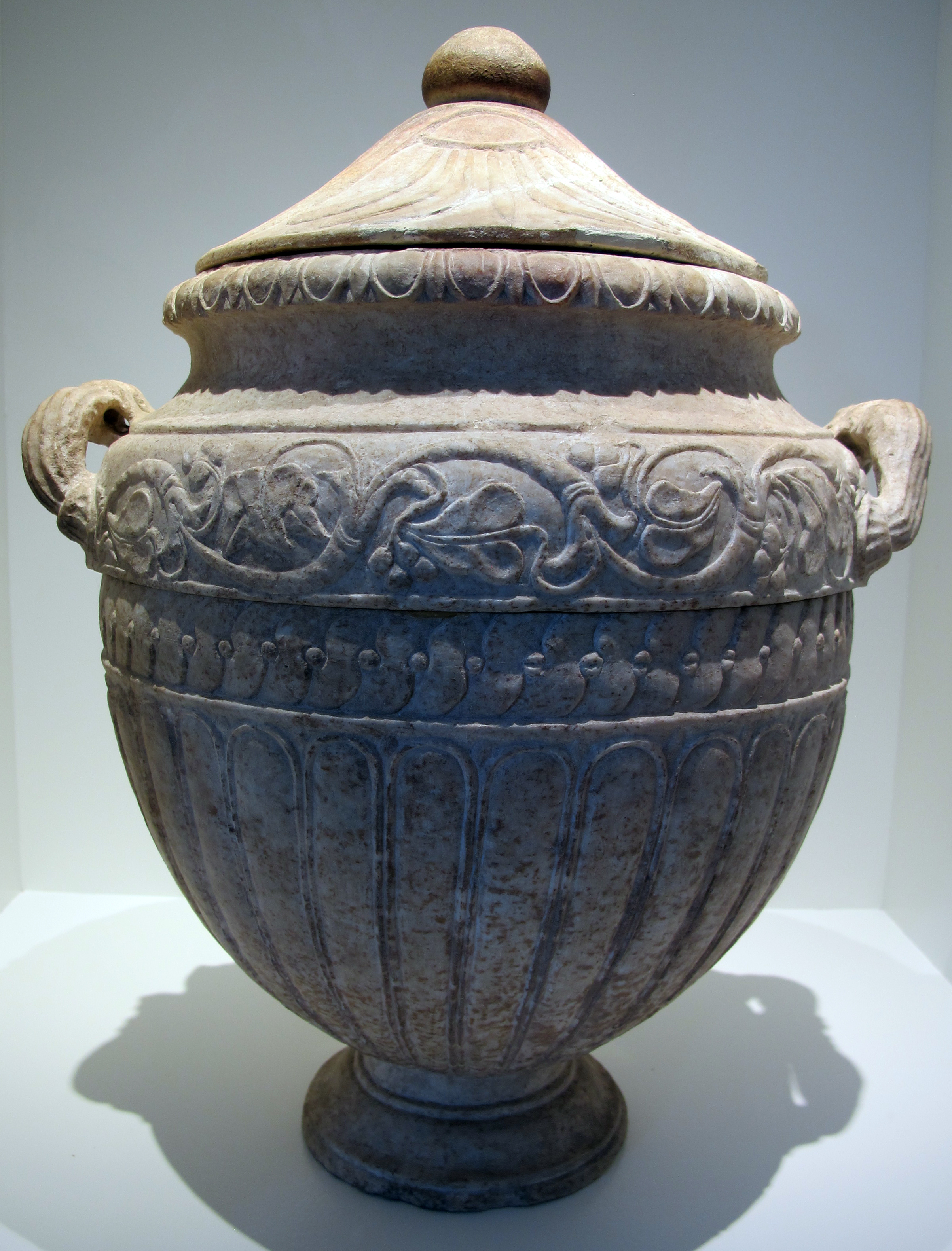
خاکستردان

خاکِستَردان(Zarqab) به ظرف‌هایی گفته می‌شود که خاکستر مردگان را پس از مرده‌سوزی در آن قرار می‌دهند.
در کشورهای غربی، گورستان‌ها بخشی نیز به نام «باغ خاکستردان‌ها» دارند که خاکستردان‌های درگذشتگان در آن بخش نگهداری می‌شود.